# Tabaszaran járás
A Tabaszaran járás (oroszul: Табасаранский район) Oroszország egyik járása Dagesztánban. Székhelye Hucsni.

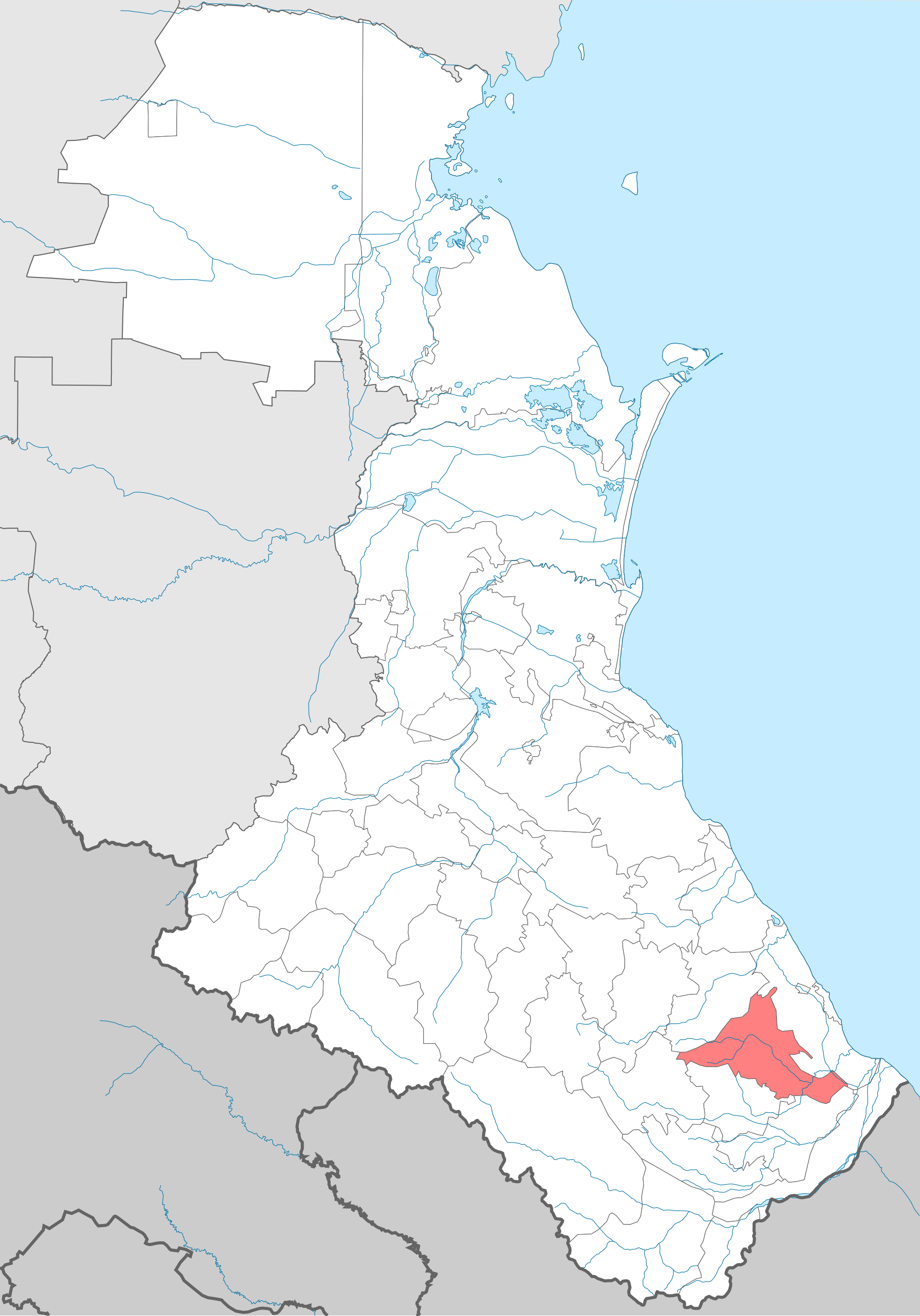
A Tabaszaran járás Dagesztánban

## Népesség
- 1989-ben 41 883 lakosa volt, melyből 33 626 tabaszaran (80,3%), 7 614 azeri (18,2%), 267 agul, 136 lezg, 86 dargin, 39 orosz, 25 lak, 19 rutul, 12 avar, 6 kumik, 4 nogaj.
- 2002-ben 54 732 lakosa volt, melyből 45 224 tabaszaran (82,6%), 8 896 azeri (16,3%), 328 agul, 72 dargin, 60 lezg, 53 orosz, 23 lak, 7 avar, 6 kumik, 2 csecsen, 2 rutul, 1 nogaj.
- 2010-ben 52 886 lakosa volt, melyből 41 813 tabaszaran (79,1%), 9 731 azeri (18,4%), 423 agul, 99 lezg, 69 dargin, 47 orosz, 20 lak, 11 avar, 10 kumik, 5 rutul, 1 csecsen, 1 nogaj.